# ریچارد آلدرسون (بازیکن فوتبال)
ریچارد آلدرسون (انگلیسی: Richard Alderson؛ زادهٔ ۲۷ ژانویهٔ ۱۹۷۵) بازیکن فوتبال اهل بریتانیا است.
از باشگاه‌هایی که در آن بازی کرده است می‌توان به باشگاه فوتبال ویتبای تاون، باشگاه فوتبال یورک سیتی، باشگاه فوتبال بلیث اسپارتانس، و باشگاه فوتبال گیتزهد اشاره کرد.